# Ifan Meredith
Ifan Meredith (* vor 1976) ist ein britischer Theater- und Filmschauspieler sowie Synchronsprecher.

## Leben
Meredith entstammt der Meredith-Schauspielerfamilie: er ist der Enkel von Meredith Edwards (1917–1999) und Sohn von Ioan Meredith. Sein jüngerer Bruder Rhys Meredith (* 1976) ist ebenfalls als Schauspieler tätig. Seine Mutter ist Margaret Jeanette Owen. Er wuchs im Dorf Cilcain nahe des Flintshire in Nordwales auf. Sein erster Berufswunsch war der eines Piloten, änderte dann aber seinen Berufswunsch nach einer Aufführung im Stück zu Heinrich V., an diesem er teilnahm. Ab 1993 besuchte er für drei Jahre die Central School of Speech and Drama.
Sein Filmschauspieldebüt gab Meredith 1997 im Fernsehfilm The Mill on the Floss, dem Spielfilm Metroland und in zwei Episoden der Fernsehserie Gold. 1998 stellte er in den zehn Episoden der zweiten Staffel der Fernsehserie The Grand die Rolle des Stephen Bannerman dar. 2012 verkörperte er in der Fernsehserie Titanic, die 100 Jahre nach dem Untergang der Titanic erschien, die historische Rolle des fünften Offiziers Harold Lowe, der den Untergang überlebte und mit seinem Rettungsboot kehrt machte, Überlebende zu bergen. 2017 mimte er in der Miniserie Porn Again die Rolle des Ethan und war außerdem als Produzent involviert. Im selben Jahr war er außerdem in der Hauptrolle des Lt. Calloway im Kriegsfilm Operation Dünkirchen zu sehen. Im Folgejahr stellte er in drei Episoden die Rolle des Dan in drei Episoden der Fernsehserie EastEnders dar.
Als Theaterdarsteller war er unter anderen in den Shakespeare-Stücken Hamlet, Ein Sommernachtstraum oder Romeo und Julia zu sehen. Für die Royal Shakespeare Company spielte er im Stück Always Orange die Rolle des Joe. Er wirkte auch im Musical Hair mit.
In der Star-Wars-Computerspielreihe The Old Republic sprach er unter anderen die Rolle des Vector Hyllus.

## Filmografie (Auswahl)
- 1997: The Mill on the Floss (Fernsehfilm)
- 1997: Metroland
- 1997: Gold (Fernsehserie, 2 Episoden)
- 1998: The Grand (Fernsehserie, 10 Episoden)
- 1998: Der Tod war schneller (A Mind to Kill, Fernsehserie, Episode 3x01)
- 1999: Great Expectations (Fernsehfilm)
- 1999: Warriors – Einsatz in Bosnien (Warriors, Fernsehserie)
- 2000: Peak Practice (Fernsehserie, Episode 10x05)
- 2002: Where the Heart Is (Fernsehserie, 2 Episoden)
- 2002: Sirenen der Finsternis (Sirens, Fernsehfilm)
- 2003: The Royals (Fernsehserie, Episode 2x05)
- 2003: Dr. Jekyll and Mr. Hyde (Fernsehfilm)
- 2004: Holby City (Fernsehserie, Episode 6x25)
- 2004: Murder City (Fernsehserie, Episode 1x02)
- 2005: Ripley Under Ground
- 2006: Victoria Cross Heroes (Fernsehdokuserie, Episode 1x02)
- 2006: Doctors (Fernsehdokuserie, Episode 7x138)
- 2011: Inspector Barnaby (Midsomer Murders, Fernsehserie, Episode 14x02)
- 2012: BBC Learning: True Stories (Fernsehserie, Episode 1x01)
- 2012: Titanic (Fernsehserie, 4 Episoden)
- 2012: Die dunkle Seite der Wissenschaft (Dark Matters: Twisted But True, Fernsehdokuserie, 2 Episoden, verschiedene Rollen)
- 2015: Doctors (Fernsehdokuserie, Episode 17x138)
- 2016: Sound of Joy (Kurzfilm)
- 2017: Porn Again (Miniserie, 4 Episoden; auch Produktion)
- 2017: Operation Dünkirchen (Operation Dunkirk)
- 2018: EastEnders (Fernsehserie, 3 Episoden)
- 2019: Absentia (Fernsehserie, Episode 2x03)

## Theater (Auswahl)
- Orpheus Descending, Theatr Clwyd/Menier Chocolate Factory, Regie: Tamara Harvey
- Always Orange, Royal Shakespeare Company, Regie: Donnacadh O'Briain
- Fall of the Kingdom, Rise of the Footsoldier, Royal Shakespeare Company, Regie: Nadia Latif
- Measure for Measure, The Factory/Willow Globe, Regie: Louis Scheeder
- Time and the Conways, Nottingham Playhouse, Regie: Fiona Buffini
- Union, Edinburgh Lyceum, Regie: Mark Thomson
- Love and Money, Fresh Target, Regie: Paris Erotokritou
- A Midsummer Night's Dream, Edinburgh Lyceum, Regie: Matthew Lenton
- Peep – Sexlife/69, Natural Shocks/ek, Regie: Donnacadh O'Briain
- Measure for Measure, Sherman Theatre Cardiff, Regie: Amy Hodge
- The Roman Bath, Arcola/National Theatre of Bulgaria, Regie: Russell Bolam
- Mincemeat, Cardboard Citizens, Regie: Adrian Jackson
- Small Change, Sherman Theatre Cardiff, Regie: Amy Hodge
- Romeo and Juliet, Theatre of Memory/Middle Temple Hall, Regie: Tamara Harvey
- The English Game, Headlong, Regie: Sean Holmes
- Frankenstein, Frantic Assembly, Regie: Laurie Sansom, Steven Hoggett und Scott Graham
- Living Quarters, Edinburgh Lyceum, Regie: John Dove
- Hamlet, The Factory, Regie: Tim Carroll
- Mrs. Pat, Theatre Royal York, Regie: Sue Dunderdale
- Much Ado About Nothing, The Peter Hall Company/Theatre Royal Bath, Regie: Peter Hall
- And Then They Came For Me, Walk Our Talk Productions, Regie: Amanda Wearing
- Journey's End, West End, Regie: David Grindley
- Romeo and Juliet, Queen’s Theatre Hornchurch, Regie: Bob Carlton
- The Tempest, Almeida Theatre, Regie: Jonathan Kent
- Mrs Warren's Profession, Manchester Royal Exchange, Regie: Helena Kaut-Howsen
- A View From the Bridge, Sheffield Crucible, Regie: Deborah Paige
- Candida, Bolton Octagon, Regie: Jo Reid
- Loot, Theatre of Comedy, Regie: Alan Strachan
- The Accrington Pals, CSSD, Regie: Roland Jacquarello
- Hair, Gielgud Theatre, Regie: Jenny Jules

## Synchronisationen (Auswahl)
- 2011: Star Wars: The Old Republic (Computerspiel)
- 2013: Star Wars: The Old Republic – Rise of the Hutt Cartel (Computerspiel)
- 2014: Lords of the Fallen (Computerspiel)
- 2014: Star Wars: The Old Republic – Shadow of Revan (Computerspiel)
- 2019: Star Wars: The Old Republic – Onslaught (Computerspiel)
- 2022: Star Wars: The Old Republic – Legacy of the Sith (Computerspiel)